# ترس

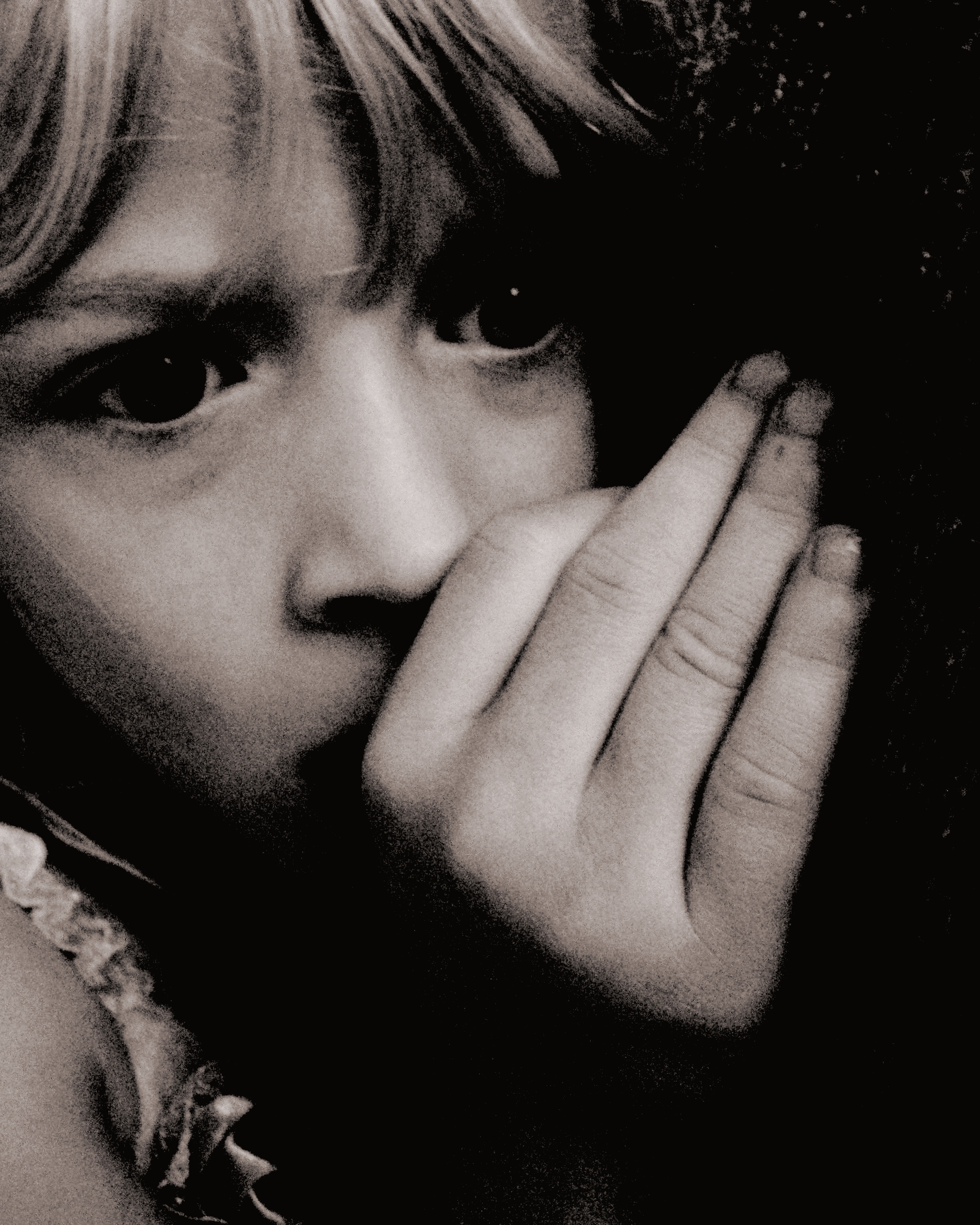
دختری که نشانه‌های ترس را بروز می‌دهد

تَرس حالتی هیجانی است که به علت ایجاد یا پیش‌بینی محرک زیان‌بار و خطرناک پیش می‌آید. به‌خودی‌خود مشکلی ایجاد نمی‌کند. درواقع مسئله‌ی اصلی شیوۀ واکنش ما در برابر ترس است. ترس را از دل‌شوره و اضطراب، که معمولاً بدون وجود تهدید خارجی رخ می‌دهد، باید جدا دانست. افزون بر این ترس به رفتارهای خاص فرار و اجتناب مربوط است، در حالی که اضطراب، ناشی از تهدیدهایی خواهد بود که مهارناپذیر و اجتناب‌ناپذر شمرده می‌شوند. ترس معمولاً با درد ارتباط دارد؛ برای نمونه کسی که از ارتفاع می‌ترسد، اگر از ارتفاعی بیفتد آسیب جدی خواهد دید یا حتی خواهد مرد. بسیاری از نظریه‌پردازان، چون جان بی. واتسون و پل اکمن، پیشنهاد کرده‌اند که ترس یکی از چند احساس بنیادین و سرشتین است (مانند شادمانی و خشم). ترس از سازوکارهای زنده ماندن است و معمولاً در پاسخ به یک محرک منفی ویژه‌ای روی می‌دهد.

## ریشه‌شناسی
صورت پارسی میانهٔ این کلمه tirs-‎ است که مادهٔ مضارع به‌شمار می‌آید. صورت ایرانی باستان آن ‎*trsa-‎ است که مادهٔ آغازی است از ریشهٔ t.rh-‎ به معنی ترسیدن. این ریشه مشتق است از ریشهٔ هندواروپایی ‎*t.rs-‎ (همراه با ‎*ters-‎ و ‎*tres-‎)که به معنی لرزیدن است.
واژه‌های هَراس، سَهم، باک، بیم، پَروا، مَحابا، رُعب، خُوف، هُول و واهِمه مترادف واژۀ ترس هستند.

## دگرسانی ترس با هراس

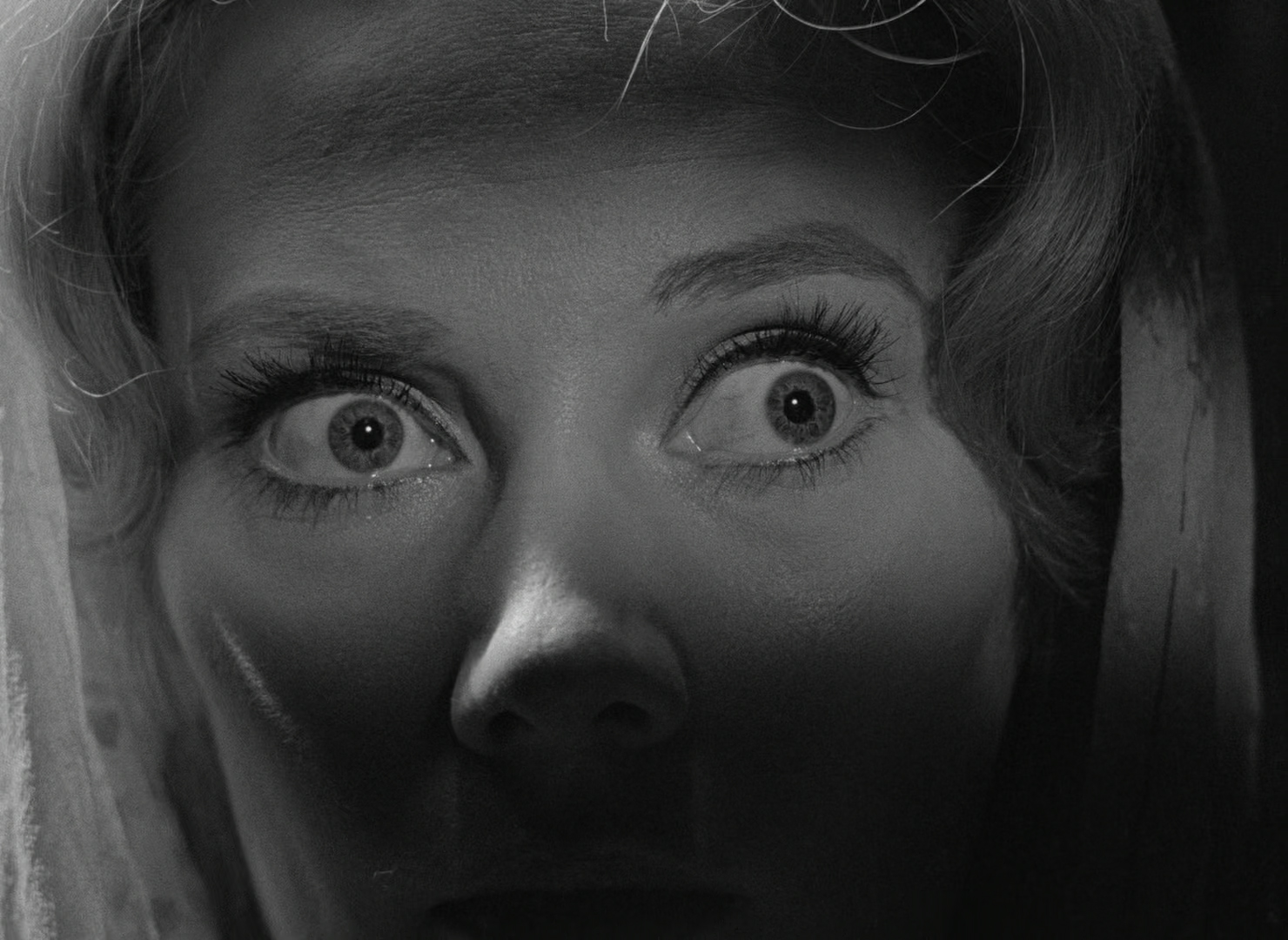
زنی که نشانه‌های ترس دارد

باید میان ترس و هراس تفاوت قائل شد؛ زیرا هراس‌ها ترس‌هایی هستند که به‌طور گسترده با خطرهای واقعی آن موقعیت تناسب ندارند، و فراتر از کنترلِ ارادی هستند، و باعثِ خودداری از موقعیتِ ترسناک می‌شوند. در واقع هراس‌ها ترس‌های بی‌موردی هستند که در نتیجه تداعی عصبی و ذهنی به‌وجود آمده‌اند؛ برای مثال شخصی که از پرواز می‌ترسد قبلاً پرواز برای او با یک حادثه و رویداد ناخوش‌آیند مصادف شده که این امر منجر به به‌وجود آمدن یک نوع تداعی عصبی-ذهنی در آن شخص شده است؛ پس هر وقت دربارۀ پرواز فکر کند یا بخواهد با هواپیما پرواز کند دچار این ترس شدید و بی‌مورد خواهد شد، زیرا ذهن او این‌گونه برنامه‌ریزی شده که پرواز یعنی مرگ؛ پرواز یعنی ایجاد حادثۀ بد و دل‌خراش.

## نگارخانه

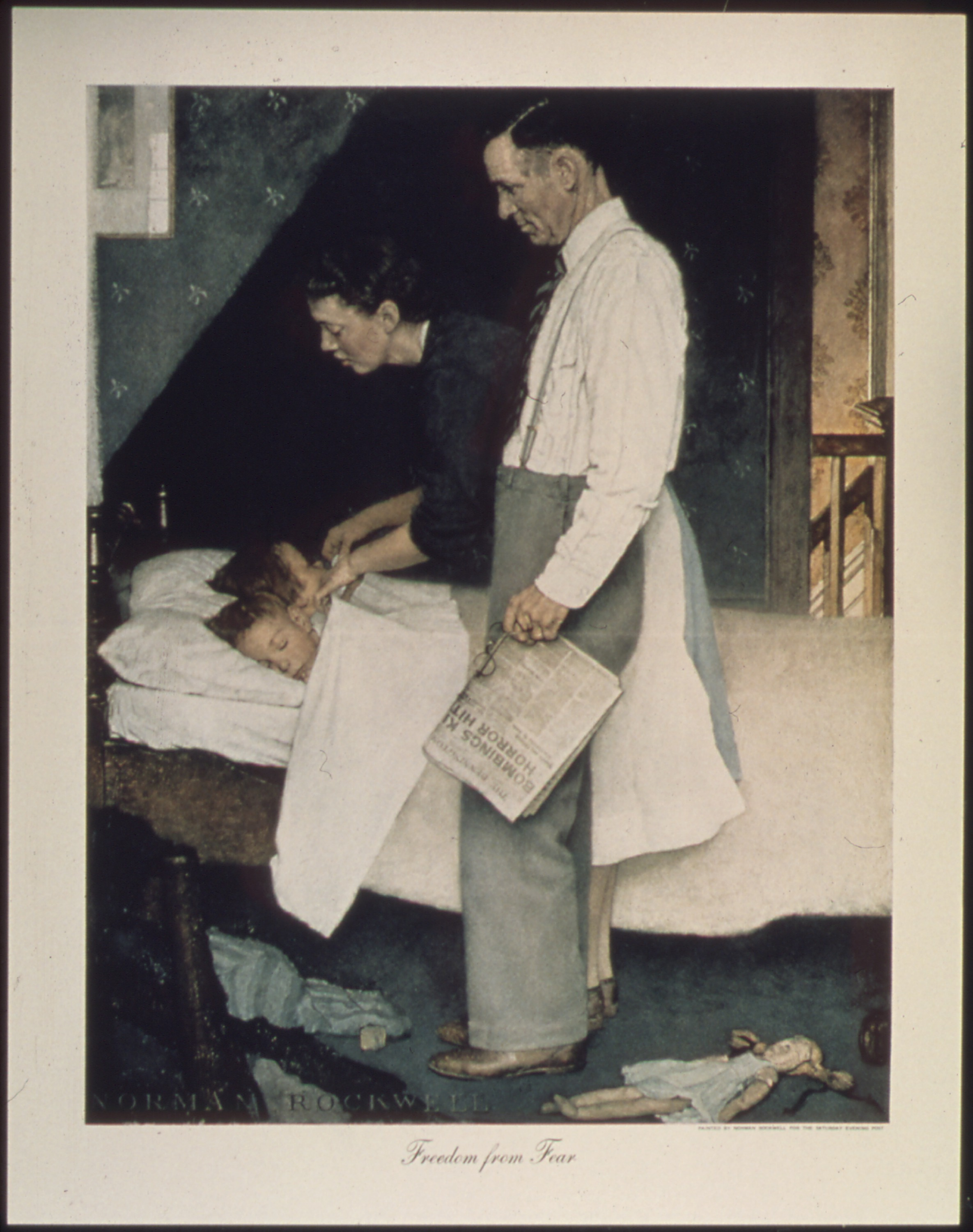
تابلوی نقاشی آزادی از ترس؛ اثر نورمن راکول، کودکان آمریکایی که با همراهی والدین‌شان به رخت‌خواب می‌روند را یه تصویر کشیده است.
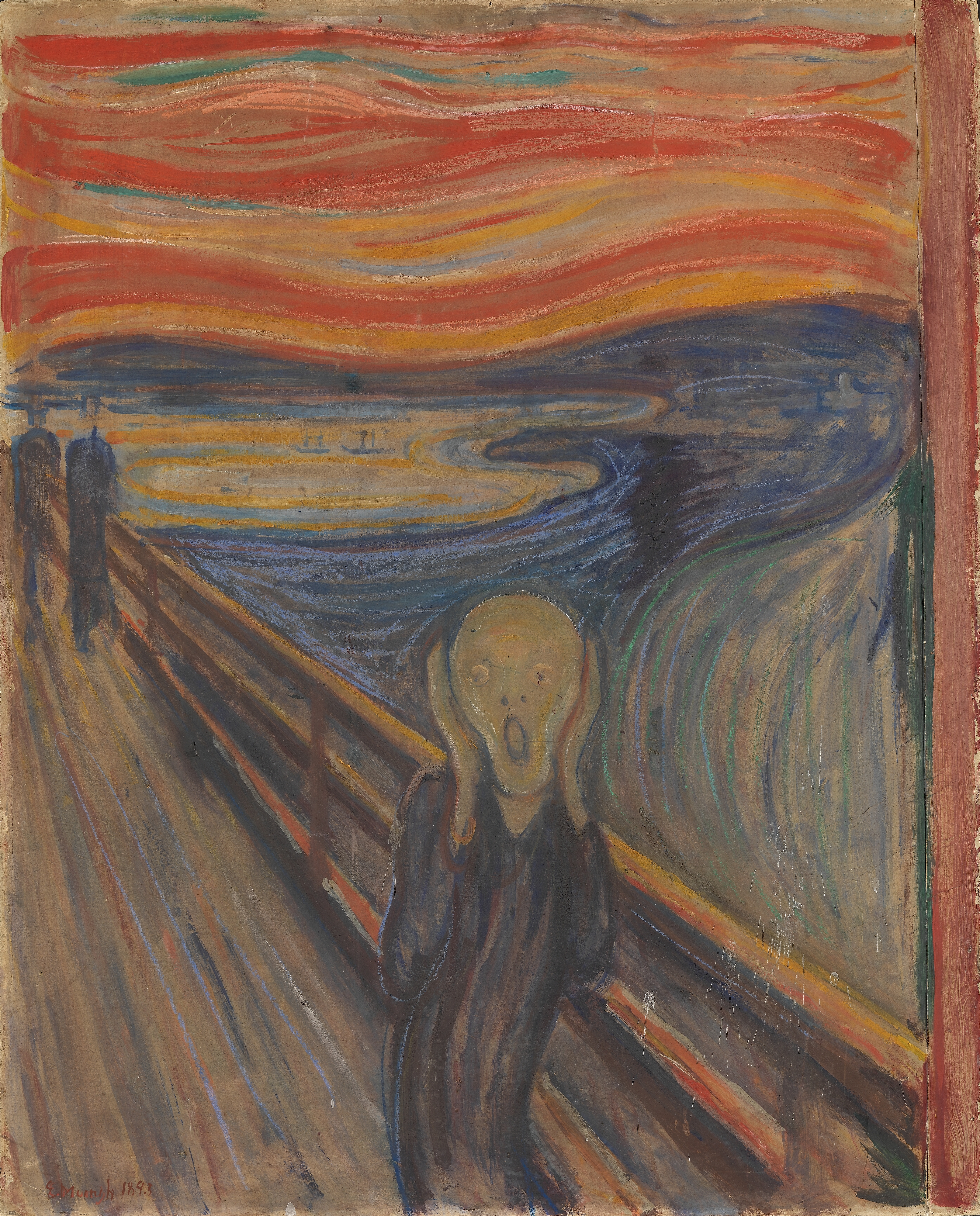
جیغ؛ معروف‌ترین نقاشی ادوارد مونک، که ترس را به تصویر می‌کشد.